# 勞特里克
勞特里克（西班牙語：Lauterique），是洪都拉斯的城鎮，位於該國西南部，由拉巴斯省負責管轄，始建於1896年，面積37.1平方公里，海拔高度486米，2001年人口2,818，人口密度每平方公里75.96人。
13°51′N 87°40′W / 13.850°N 87.667°W